# Tom Jones
Sir Thomas John Woodward OBE, vystupující pod jménem Tom Jones (* 7. června 1940 Treforest, Pontypridd, Wales) je britský zpěvák a herec, držitel ceny Grammy.
Začínal v 60. letech 20. století jakožto rokenrolový zpěvák a bubeník. V roce 1964 natočil svou první píseň „Chills and Fever“, která se ale moc neuchytila. Už ale druhá píseň „It's Not Unusual“ se stala velkým hitem. V roce 1965 obdržel své první ocenění Grammy.
Od roku 1969 moderoval v televizi svoje vlastní show, v 70. letech vystupoval často v Americe a věnoval se zpěvu country hudby.
V roce 2001 (20. září) poprvé koncertoval v České republice, kde představil své úspěšné album Reload, odkud pochází dnes již legendární píseň „Sex Bomb“. 10. listopadu 2009 se do Česka vrátil podruhé a představil zde kritikou dobře přijaté album 24 Hours.
V roce 2006 byl povýšen britskou královnou do rytířského stavu a získal tak titul Sir.

## Diskografie
- Along Came Jones (1965)
- A-Tom-ic Jones (1966)
- From the Heart (1966)
- Green Green Grass of Home (1967)
- Live at the Talk of the Town (1967)
- 13 Smash Hits (1967)
- Delilah (1968)
- Help Yourself (1968)
- This Is Tom Jones (1968)
- Live at the Flamingo Las Vegas (1969)
- Tom (1970)
- I Who Have Nothing (1970)
- She's A Lady (1971)
- Live at Caesar's Palace (1971)
- Close Up (1972)
- The Body and Soul of Tom Jones (1973)
- Tom Jones Greatest Hits (1973)
- Somethin' Bout You Baby I Like (1974)
- Memories Don't Leave Like People Do (1975)
- Love Machine (1976)
- Tom Jones Sings 24 Great Standards (1976)
- Say You'll Stay Until Tomorrow (1977)
- What A Night (1977)
- Do You Take This Man (1979)
- Rescue Me (1979)
- Darlin' (1981)
- Tom Jones Country (1982)
- Don't Let Our Dreams Die Young (1983)
- Love Is On The Radio (1984)
- Tender Loving Care (1985)
- Matador – The Musical Life of El Cordobes (1987)
- It's Not Unusual – His Greatest Hits (1987)
- At This Moment (1989)
- Carrying A Torch (1991)
- The Lead And How To Swing It (1994)
- From The Vaults (1998)
- Reload (1999)
- Mr. Jones (2002)
- Greatest Hits (2003)
- The Definitive Tom Jones 1964-2002 (2003)
- Tom Jones and Jools Holland (2004)
- Together In Concert (s Johnem Farnhamem) (2005)
- 24 Hours (2008)
- Praise & Blame (2010)
- Spirit in the Room (2012)
- Long Lost Suitcase (2015)